# 리시퉁
리시퉁(중국어 간체자: 李溪桐, 병음: Lî Xītóng, 한자음: 이계동, Jessica Li, 8월 4일 ~ )은 중국의 배우이다.